# Blart II
Blart II è un romanzo di genere fantasy comico del 2007 dello scrittore inglese Dominic Barker, seguito di Blart.

## Edizioni
- Dominic Barker, Blart II, traduzione di Elisa Puricelli Guerra, 1ª ed., Fabbri Editori, 2007,  pp. 393, cap. 54, ISBN 978-88-451-4306-9.